# ساشا لیچت
ساشا لیچت (انگلیسی: Sascha Licht؛ زادهٔ ۲۷ سپتامبر ۱۹۷۴) بازیکن فوتبال اهل آلمان است.
از باشگاه‌هایی که در آن بازی کرده‌است می‌توان به باشگاه فوتبال کیکرز اوفنباخ، باشگاه فوتبال نورنبرگ، و باشگاه فوتبال دینامو درسدن اشاره کرد.